# Siphobigenerina
Siphobigenerina es un género de foraminífero bentónico de la subfamilia Siphobigenerininae, de la familia Valvulinidae, de la superfamilia Eggerelloidea, del suborden Textulariina y del orden Textulariida. Su especie tipo es Siphobigenerina compressa. Su rango cronoestratigráfico abarca el Holoceno.

## Discusión
Clasificaciones previas incluían Siphobigenerina en la superfamilia Textularioidea.

## Clasificación
Siphobigenerina incluye a las siguientes especies:
- Siphobigenerina compressa